# 额我略·罗萨·查韦斯
额我略·罗萨·查韦斯（西班牙語：Gregorio Rosa Chávez；1942年9月3日—）是薩爾瓦多籍天主教樞機及聖薩爾瓦多總教區輔理主教。

## 生平
查韦斯於1949年9月24日在薩爾瓦多東北部莫拉桑省的市鎮索希耶達德出生。他除了母語西班牙語，還可以說法語、英語和葡萄牙語。他於1970年1月24日在聖薩爾瓦多總教區晉鐸。
教宗若望保祿二世於1982年7月3日將他任命為聖薩爾瓦多總教區輔理主教，領莫林領銜教區主教銜。他曾於1984年至1988年和2001年至2005年間出任中美洲和巴拿馬主教團秘書長。
教宗方濟各於2017年5月21日在聖伯多祿廣場的主日公開接見後公佈，將於同年6月28日擢升額我略·罗萨·查韦斯為樞機。